# Notoplax acutirostrata
Notoplax acutirostrata är en blötdjursart som först beskrevs av Reeve 1847.  Notoplax acutirostrata ingår i släktet Notoplax och familjen Acanthochitonidae. Inga underarter finns listade i Catalogue of Life.